# Rathaus Neuwerk

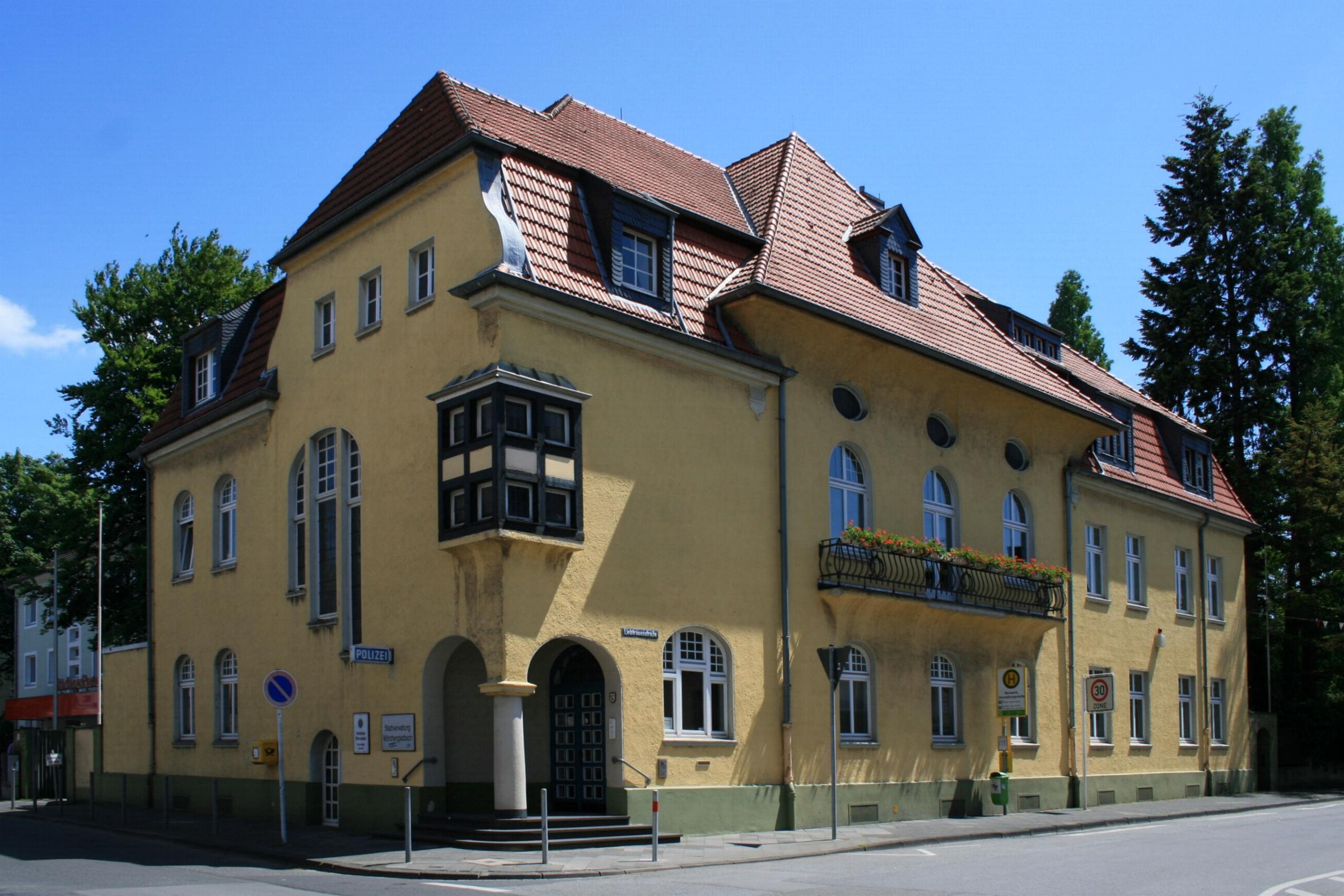
Rathaus Neuwerk (2010)

Das Rathaus Neuwerk befindet sich im Stadtteil Neuwerk in Mönchengladbach (Nordrhein-Westfalen), Liebfrauenstraße 50/52.
Das Gebäude wurde 1905/1907 erbaut. Es wurde unter Nr. L 013 am 24. September 1985 in die Denkmalliste der Stadt Mönchengladbach eingetragen.

## Architektur
Das Rathaus ist als architektonischer Akzent im Ortszentrum von Neuwerk an der Einmündung der Liebfrauenstraße in die Dünner Straße zu sehen. Bei dem Objekt handelt es sich um einen zweigeschossigen Rauputzbau auf niedrigem Kellersockel mit ausgebautem Mansardwalmdach. Der Bau wurde 1905/1907 durch das Bauamt der Gemeinde Neuwerk in vom Jugendstil beeinflussenden Formen errichtet, traufseitig längs der Liebfrauenstraße angeordnet und an der der Dünner Straße abgewandten Schmalseite zum angrenzenden Garten durch einen zweieinhalbgeschossigen mit zurückliegender Stirnfront anschließenden Nebenflügel winkelförmig erweitert.
Das Objekt in vergleichsweise schlichter, mit sparsamen Mitteln jedoch geschickt um repräsentative Aufwertung erstellte Bau aus der Zeit nach 1900 in charakteristischen Formensprache, ist erhaltenswert aus ortsgeschichtlichen, städtebaulichen und architekturhistorischen Gründen.